# Osmoxylon articulatum
Osmoxylon articulatum är en araliaväxtart som beskrevs av William Raymond Philipson. Osmoxylon articulatum ingår i släktet Osmoxylon och familjen Araliaceae. Inga underarter finns listade.